# العلاقات الفلبينية الدومينيكانية
العلاقات الفلبينية الدومينيكانية هي العلاقات الثنائية التي تجمع بين الفلبين وجمهورية الدومينيكان.

## مقارنة بين البلدين
هذه مقارنة عامة ومرجعية للدولتين:
| وجه المقارنة                                              | الفلبين                       | جمهورية الدومينيكان |
| --------------------------------------------------------- | ----------------------------- | ------------------- |
| المساحة (كم2)                                             | 343.45 ألف                    | 48.67 ألف           |
| عدد السكان (نسمة)                                         | 104.92 مليون                  | 10.40 مليون         |
| الكثافة السكانية (ن./كم²)                                 | 305.49                        | 213.68              |
| العاصمة                                                   | مانيلا                        | سانتو دومينغو       |
| اللغة الرسمية                                             | اللغة الفلبينية، لغة إنجليزية | اللغة الإسبانية     |
| العملة                                                    | بيسو فلبيني                   | بيزو دومنيكاني      |
| الناتج المحلي الإجمالي (بليون دولار)                      | 313.60 مليار                  | 75.93 مليار         |
| الناتج المحلي الإجمالي (تعادل القوة الشرائية) بليون دولار | 743.90 مليار                  | 149.89 مليار        |
| الناتج المحلي الإجمالي الاسمي للفرد دولار أمريكي          | 2.90 ألف                      | 6.47 ألف            |
| الناتج المحلي الإجمالي للفرد دولار أمريكي                 | 7.39 ألف                      | 13.26 ألف           |
| مؤشر التنمية البشرية                                      | 0.668                         | 0.715               |
| رمز المكالمات الدولي                                      | +63                           | +1809، +1829، +1849 |
| رمز الإنترنت                                              | .ph                           | .do                 |
| المنطقة الزمنية                                           | توقيت الفلبين                 | 00                  |

## منظمات دولية مشتركة
يشترك البلدان في عضوية مجموعة من المنظمات الدولية، منها:
| علم المنظمة | اسم المنظمة                        | تاريخ انضمام الفلبين | تاريخ انضمام جمهورية الدومينيكان |
| ----------- | ---------------------------------- | -------------------- | -------------------------------- |
|             | المنظمة الهيدروغرافية الدولية      | ?                    | ?                                |
|             | الاتحاد البريدي العالمي            | ?                    | ?                                |
|             | يونسكو                             | 21 نوفمبر 1946       | 4 نوفمبر 1946                    |
|             | البنك الدولي للإنشاء والتعمير      | 27 ديسمبر 1945       | 18 سبتمبر 1961                   |
|             | منظمة التجارة العالمية             | 1995                 | ?                                |
|             | وكالة ضمان الاستثمار متعدد الأطراف | 8 فبراير 1994        | 7 مارس 1997                      |
|             | منظمة الشرطة الجنائية الدولية      | ?                    | ?                                |
|             | مؤسسة التمويل الدولية              | 12 أغسطس 1957        | 31 أكتوبر 1961                   |
|             | الأمم المتحدة                      | 24 أكتوبر 1945       | 24 أكتوبر 1945                   |
|             | مؤسسة التنمية الدولية              | 28 أكتوبر 1960       | 16 نوفمبر 1962                   |
|             | منظمة حظر الأسلحة الكيميائية       | ?                    | ?                                |

## وصلات خارجية
- موقع وزارة الخارجية الفلبينية